# Abasolo, Chalcatongo de Hidalgo
Abasolo är en ort i Mexiko.   Den ligger i kommunen Chalcatongo de Hidalgo och delstaten Oaxaca, i den sydöstra delen av landet, 300 km sydost om huvudstaden Mexico City. Abasolo ligger 2 549 meter över havet och antalet invånare är 330.
Terrängen runt Abasolo är kuperad västerut, men österut är den bergig. Runt Abasolo är det ganska glesbefolkat, med 26 invånare per kvadratkilometer. Närmaste större samhälle är Villa Chalcatongo de Hidalgo, 4,9 km norr om Abasolo. I omgivningarna runt Abasolo växer huvudsakligen savannskog.